# 孫興
孫 興（そん こう、生没年不詳）は、五胡十六国時代前燕の人物。広平郡の出身。

## 生涯
前燕に仕え、武寧県令に任じられた。
338年5月、後趙天王石虎が前燕征伐の兵を挙げると、多数の郡県が後趙へ寝返り、その数は36城に及んだ。営丘内史鮮于屈は後趙へ降伏の使者を送ったが、孫興は官吏と民衆を説得して共に鮮于屈を捕らえると、その罪を数えて殺害した。その後、城門を閉ざして籠城し、後趙には屈しなかった。
北平郡太守に任じられた。
349年5月、後趙は皇帝石虎の死をきっかけに、皇族同士が殺し合い、中原は大混乱に陥った。孫興は燕王慕容儁に「石氏の大乱に乗じ、中原を奪う好機であります」と上表した。しかし、父の慕容皝の喪中であり、容れられなかった。
351年8月、中山郡太守に任じられ、まだ占領して間もない中山を統治した。孫興は善政を敷いて民を慰撫したので、中山を安定させた。
豫州刺史に任じられた。
362年1月、洛陽攻撃を請い「晋将陳祐は弱兵1千余りで孤立した城を守っております。取らない手はありません！」と上疏した。皇帝慕容暐はこれを聞き入れ、護軍将軍傅顔・寧南将軍呂護に兵を与えて河陰に屯させた。
364年7月、歩兵5千を率いて洛陽を包囲した。太宰慕容恪は洛陽攻略に向かうと、太宰司馬悦希を盟津に進軍させた。孫興は軍を分け、悦希の後援として成皋の守りについた。
これ以後の事績は、史書にも記されていない。